# Рошловско антично селище
Рошловското антично селище (на гръцки: Οικισμός Γερακαρίου) е археологически обект край кукушкото село Рошлово (Геракари), Гърция.
Представлява трапецовиден хълм на 1 km източно от селото и на 300 m южно от пътя Рошлово – Раяново. На хълма е разкрита крепост и други остатъци от историческо време.
Селището е обявено в 1937 година и в 1986 година за защитен паметник. В 1994 година в защитената зона са включени и руините на открита раннохристиянска базилика.